# Championnat du Mozambique de football 2019
Navigation
Saison 2018 Saison 2021
La saison 2019 du Championnat du Mozambique de football est la quarante-troisième édition du championnat de première division au Mozambique. Les seize meilleurs clubs du pays sont regroupés au sein d'une poule unique où ils s'affrontent deux fois, à domicile et à l'extérieur. En fin de saison, afin de pouvoir passer à un championnat à quatorze équipes, les cinq derniers sont relégués et remplacés par les trois vainqueurs des poules régionales de deuxième division.
C'est le CD Costa do Sol qui remporte le championnat cette saison après avoir terminé en tête du classement final, avec six points d'avance sur le double tenant du titre, União de Songo et dix-huit sur le Clube Ferroviário de Maputo. Il s'agit du dixième titre de champion du Mozambique de l'histoire du club.

## Les clubs participants
- CD Costa do Sol
- CD Maxaquene
- Ferroviario de Nacala
- Clube Ferroviário de Maputo
- Vilankulo FC
- Desportivo de Nacala
- GD Têxtil Púnguè - Promu de D2
- Baía de Pemba FC - Promu de D2
- Clube Ferroviário de Nampula
- Incomati Xinavane
- Clube Ferroviário da Beira
- Desportivo de Maputo - Promu de D2
- Liga Desportiva de Maputo
- Textáfrica do Chimoio
- FC Chibuto
- União de Songo

## Compétition

### Classement
Le barème utilisé pour établir le classement est le suivant :
- Victoire : 3 points
- Match nul : 1 point
- Défaite, forfait ou abandon : 0 point

| Rang | Équipe                       | Pts | J  | G  | N  | P  | Bp | Bc | Diff |
| ---- | ---------------------------- | --- | -- | -- | -- | -- | -- | -- | ---- |
| 1    | CD Costa do Sol              | 66  | 30 | 20 | 6  | 4  | 56 | 25 | +31  |
| 2    | União de Songo T C           | 60  | 30 | 19 | 3  | 8  | 47 | 29 | +18  |
| 3    | Clube Ferroviário de Maputo  | 48  | 30 | 13 | 9  | 8  | 34 | 22 | +12  |
| 4    | Clube Ferroviário da Beira   | 45  | 30 | 12 | 9  | 9  | 34 | 25 | +9   |
| 5    | Ferroviario de Nacala        | 41  | 30 | 12 | 5  | 13 | 28 | 31 | -3   |
| 6    | Vilankulo FC                 | 41  | 30 | 10 | 11 | 9  | 29 | 30 | -1   |
| 7    | Incomati Xinavane            | 40  | 30 | 10 | 10 | 10 | 29 | 31 | -2   |
| 8    | Desportivo de MaputoP        | 40  | 30 | 10 | 10 | 10 | 35 | 29 | +6   |
| 9    | Textáfrica do Chimoio        | 40  | 30 | 11 | 7  | 12 | 22 | 30 | -8   |
| 10   | Liga Desportiva de Maputo    | 40  | 30 | 11 | 7  | 12 | 30 | 36 | -6   |
| 11   | Clube Ferroviário de Nampula | 39  | 30 | 10 | 9  | 11 | 35 | 33 | +2   |
| 12   | CD Maxaquene                 | 37  | 30 | 9  | 10 | 11 | 30 | 31 | -1   |
| 13   | FC Chibuto                   | 37  | 30 | 11 | 4  | 15 | 30 | 34 | -4   |
| 14   | Desportivo de Nacala         | 37  | 30 | 10 | 7  | 13 | 31 | 35 | -4   |
| 15   | Baía de Pemba FCP            | 25  | 30 | 6  | 7  | 17 | 25 | 46 | -21  |
| 16   | GD Têxtil PúnguèP            | 22  | 30 | 4  | 10 | 16 | 16 | 44 | -28  |

|  | Qualification pour la Ligue des champions de la CAF 2019-2020                                   |
|  | Qualification pour la Ligue des champions de la CAF 2019-2020                                   |
|  | Relégation directe en deuxième division                                                         |
|  | T : Tenant du titre C : Vainqueur de la Coupe du Mozambique P : Club promu de deuxième division |

## Bilan de la saison
| Championnat du Mozambique de football 2019                             |                             |
| Champion                                                               | CD Costa do Sol (10e titre) |
| Coupes et trophées                                                     |                             |
| Vainqueur de la Coupe du Mozambique 2019                               | União de Songo              |
| Qualifications continentales                                           |                             |
| Ligue des champions de la CAF 2019-2020                                | CD Costa do Sol             |
| Coupe de la confédération 2019-2020                                    | União de Songo              |
| Promotions et relégations                                              |                             |
| Promus en Moçambola                                                    | Black Bulls FC              |
| Promus en Moçambola                                                    | CD Matchedje                |
| Promus en Moçambola                                                    | Ferroviario Lichinga        |
| Relégués en Championnat du Mozambique de football de deuxième division | CD Maxaquene                |
| Relégués en Championnat du Mozambique de football de deuxième division | FC Chibuto                  |
| Relégués en Championnat du Mozambique de football de deuxième division | Desportivo de Nacala        |
| Relégués en Championnat du Mozambique de football de deuxième division | Baía de Pemba FC            |
| Relégués en Championnat du Mozambique de football de deuxième division | GD Têxtil Púnguè            |